# Alan Mineiro
Alan Mineiro (Três Corações, 29 de septiembre de 1987) es un futbolista brasileño que se desempeña como centrocampista.
Jugó para clubes como el Guaraní, Albirex Niigata, Boa Esporte, Atlético Bragantino, Corinthians, América, Vila Nova y Fortaleza.

## Trayectoria

### Clubes
| Club                | País     | Año         |
| ------------------- | -------- | ----------- |
| Rio Branco          | Brasil   | 2007        |
| São Bernardo        | Brasil   | 2008        |
| Guaraní             | Paraguay | 2009        |
| Olé Brasil          | Brasil   | 2010        |
| Águia Negra         | Brasil   | 2011        |
| Paulista            | Brasil   | 2011 - 2013 |
| Albirex Niigata     | Japón    | 2012        |
| Ferroviária         | Brasil   | 2014 - 2015 |
| Boa Esporte         | Brasil   | 2014        |
| Icasa               | Brasil   | 2014        |
| Atlético Bragantino | Brasil   | 2015        |
| Corinthians         | Brasil   | 2016        |
| América             | Brasil   | 2016        |
| Atlético Bragantino | Brasil   | 2016        |
| Ferroviária         | Brasil   | 2017        |
| Vila Nova           | Brasil   | 2017        |
| Fortaleza           | Brasil   | 2018        |
| Vila Nova           | Brasil   | 2018        |